# 施利茨
施利茨（德語：Schlitz，發音：[ʃlɪts] ⓘ）是德国黑森州吉森行政区福格尔斯山县的城市，面积142.06平方千米，2023年12月31日人口为9,987人。